# Tiszai Péter
Tiszai Péter (Budapest, 1973 –) magyar zeneszerző, építészmérnök.

## Életrajz
Tiszai Péter kortárs zeneszerző 1973-ban született. Autodidakta lévén zenei ismereteit nem klasszikus úton - gyerekkori zenetanulmányokkal kezdve, a konzervatóriumban folytatva és a Zeneakadémiát elvégezve szerezte. 19 éves koráig Szolnokon élt; 15 éves korától foglalkozik a zenével; a kezdeti lépéseket a könnyűzene területén tette meg. A középiskolai tanulmányok befejeztével előbb az Ybl Miklós Műszaki Főiskolán, ezután a Budapesti Műszaki Egyetem Építészmérnöki Karán szerzett diplomát, majd gyakorló építészként tevékenykedett. Kapcsolata a zenével ezen évek alatt is szoros maradt, ám az igazi fordulatot az hozta meg, amikor – viszonylag későn – húszas éveinek végén közelebbről is megismerkedett Bartók zenéjével. Ennek a fordulatnak hatására kezdett újra intenzíven zeneszerzéssel foglalkozni. Tanulmányait 2004-től 2008-ig Orbán György, majd 2008-tól 2009-ig Vajda János magántanítványaként folytatta.

## Művek
- Capriccio
- Felnőttek (zenei paródia a felnőttekről gyerekeknek)
- Divertimento
- Sinfonietta
- Fagott Concertino
- Concerto vonósokra

## Külső hivatkozások
- Budafoki Dohnányi Szimfonikus Zenekar
- Lackfi János honlapja
- Óbudai Danubia Szimfonikus Zenekar
- fidelio
- Duna Szimfonikus Zenekar
- Tiszai Péter honlapja